# Турки в Японии
Турки в Японии (яп. 在日トルコ人; тур. Japonya Türkleri) — жители Японии, имеющие турецкое происхождение.

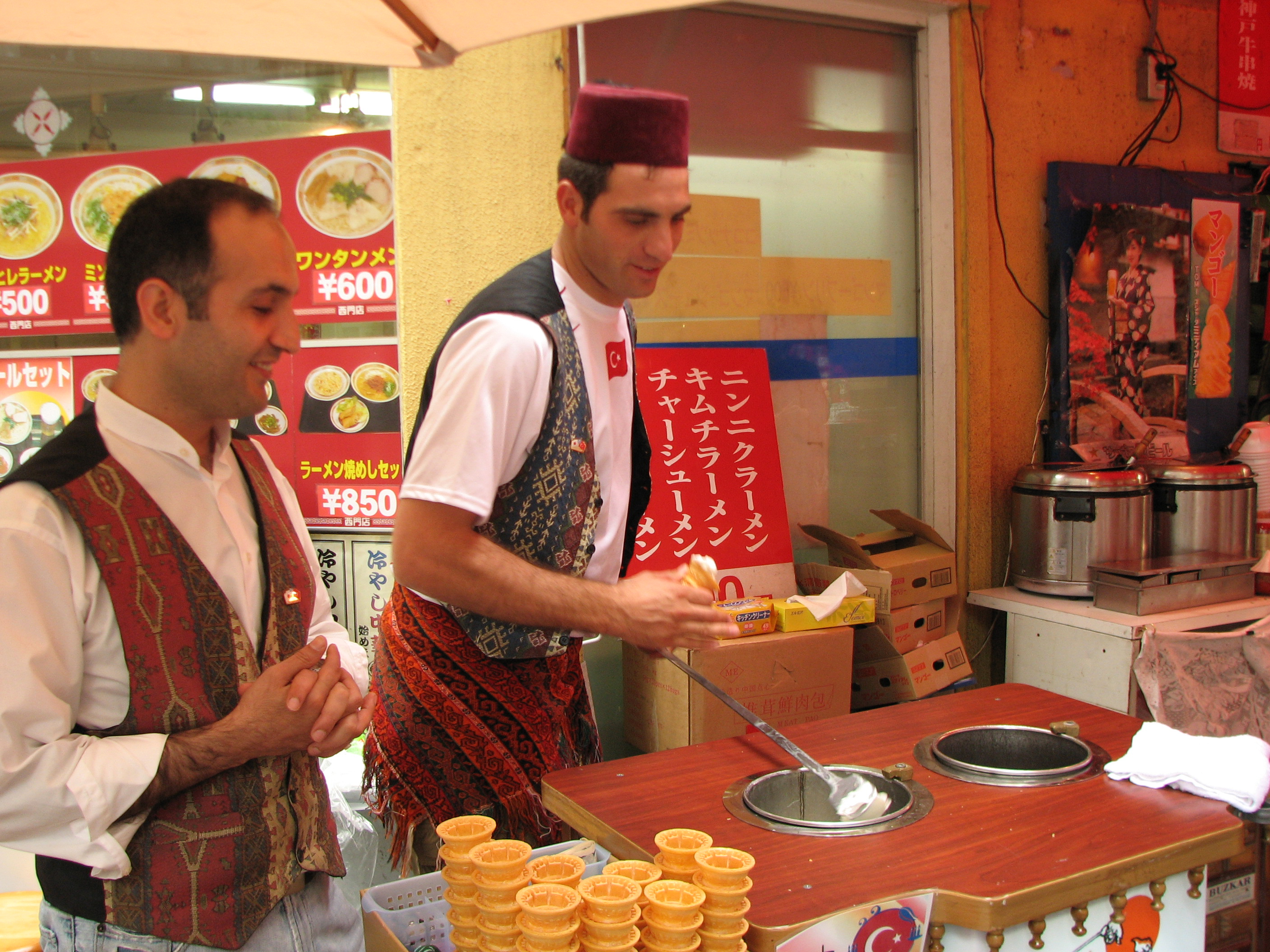
Продавцы турецкого мороженого в Японии

По сравнению с 2006 годом количество граждан Турции, зарегистрированных в японских муниципалитетах, составляет 2264 человека. Некоторые из этих граждан являются казанскими татарами и башкирами, которые натурализовались в 1950-х годах и мигрировали в Японию в начале 1900-х годов. В то же время граждане Турецкой Республики начали уезжать в Японию в 1980-х годах из-за своих возможностей трудоустройства и высокого уровня доходов, и сегодня здесь работает около 7000 турецких рабочих. Большинство турок в Японии происходят из района Фатса Орду. Турки в основном работают на стройках и автомобильных заводах. Кроме того, есть турки, владеющие сувенирным магазином или рестораном, а также топ-менеджеры, работающие в японских компаниях, и многие турецкие студенты находятся в Японии с целью обучения.
Префектура Сайтама является префектурой с самой высокой концентрацией турок, и здесь проживает треть турок в Японии. Позже префектуры Айти и Токио стали другими регионами, где в основном проживают турки. По данным на декабрь 2023 года, распределение турок в Японии по префектурам выглядит следующим образом: Сайтама (1786), Айти (1644), Токио (1069), Канагава (327), Осака (261), Тиба (164), Хоккайдо (142), Гумма (118), Гифу (109) и Киото (87) и т.д.

## Примечание
1. 1 2  【在留外国人統計（旧登録外国人統計）統計表】 | 出入国在留管理庁. Дата обращения: 2 февраля 2023. Архивировано 23 марта 2023 года.
2. 1 2  在留外国人統計（旧登録外国人統計） 在留外国人統計 月次 2023年12月 | ファイル | 統計データを探す | 政府統計の総合窓口
3. 1 2  Japonya Türk Toplumu Архивная копия от 6 мая 2008 на Wayback Machine Шаблон:Webarşiv, T.C. Tokyo Büyükelçiliği, Erişim tarihi: 28 Ekim 2008.